# Miuraea asiminae
Miuraea asiminae är en svampart som först beskrevs av Ellis & Morgan, och fick sitt nu gällande namn av Arx & Constant. 1983. Miuraea asiminae ingår i släktet Miuraea och familjen Mycosphaerellaceae.   Inga underarter finns listade i Catalogue of Life.